# Pachycare
Genre
Pachycare est un genre monotypique de passereaux de la famille des Acanthizidés. Il se trouve à l'état naturel en Papouasie.

## Liste des espèces
Selon la classification de référence du Congrès ornithologique international (version 6.4, 2016) :
- Pachycare flavogriseum (Meyer, AB, 1874) — Pachycare nain, Grosse-tête à front doré
  - Pachycare flavogriseum flavogriseum (Meyer, AB, 1874)
  - Pachycare flavogriseum lecroyae Beehler (en) & Prawiradilaga, 2010
  - Pachycare flavogriseum randi Gilliard, 1961
  - Pachycare flavogriseum subaurantium Rothschild & Hartert, 1911
  - Pachycare flavogriseum subpallidum Hartert, 1930